# Gesche Gottfried
Gesche Margarethe Gottfried (ur. 6 marca 1785, zm. 21 kwietnia 1831) – niemiecka seryjna morderczyni. W latach 1813–1827 zamordowała w Bremie oraz Hanowerze 15 osób. Wszystkie ofiary zmarły przez zatrucie arszenikiem. Była ostatnią osobą publicznie straconą w Bremie.

## Zbrodnie
Ofiarami Gesche padli między innymi: jej rodzice, brat, dwaj mężowie, kochankowie oraz jej dzieci. Zanim została aresztowana, zyskała duże współczucie wśród mieszkańców Bremy, gdyż członkowie jej rodziny oraz wielu jej przyjaciół zapadało na tajemniczą chorobę i w jej wyniku umierało. Ze względu na troskliwą opiekę, którą sprawowała nad chorymi, Gesche była nazywana „aniołem z Bremy”. Gdy okazało się, że „choroba” jej bliskich nie była przypadkowa, została aresztowana, osądzona i skazana na karę śmierci. W 1831 roku została publicznie stracona.

## Ofiary Gesche Gottfried

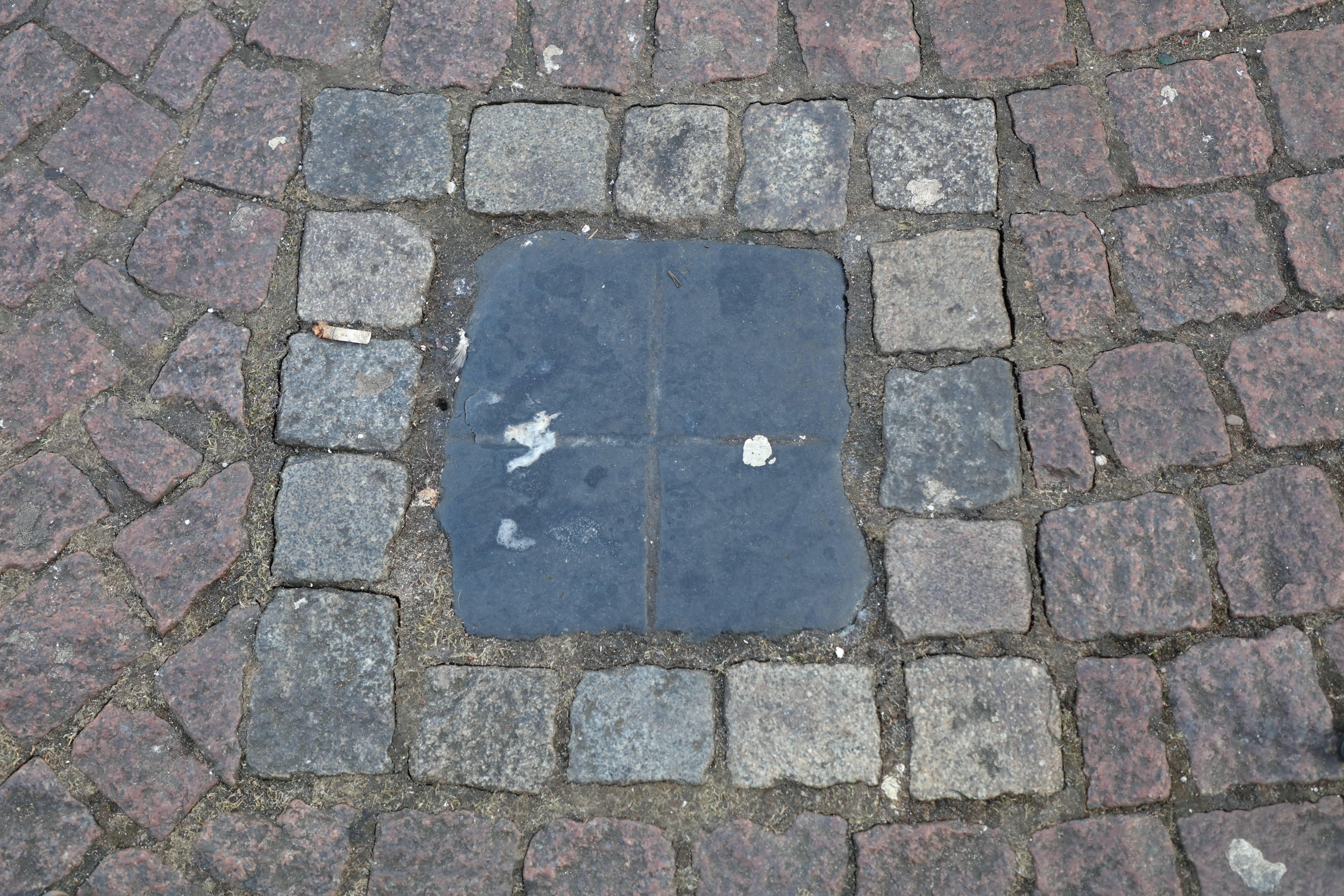
Spuckstein: Miejsce egzekucji Gesche Gottfried

1. Johann Miltenberg (pierwszy mąż) – zmarły 1 października 1813 roku
2. Gesche Margarethe Timm (matka) – zm. 2 maja 1815 roku
3. Johanna Gottfried (córka) – zm. 10 maja 1815 roku
4. Adelheid Gottfried (córka) – zm. 18 maja 1815 roku
5. Johann Timm (ojciec) – zm. 28 czerwca 1815 roku
6. Heinrich Gottfried (syn) – zm. 22 września 1815 roku
7. Johann Timm (brat) – zm. 1 czerwca 1816 roku
8. Michael Christoph Gottfried (drugi mąż) – zm. 5 lipca 1817 roku
9. Paul Thomas Zimmermann (kochanek) – zm. 1 czerwca 1823 roku
10. Anna Lucia Meyerholz (przyjaciółka) – zm. 21 marca 1825 roku
11. Johann Mosees (przyjaciel) – zm. 5 grudnia 1825 roku
12. Wilhelmine Rumpff (właścicielka domu, w którym mieszkała Gesche) – zm. 22 grudnia 1826
13. Elise Schmidt (córka Bety Schmidt) – zm. 13 maja 1827
14. Beta Schmidt (przyjaciółka) – zm. 15 maja 1827
15. Friedrich Kleine (przyjaciel) – zm. 24 lipca 1827